# Bates Motel (serial)
Bates Motel este un serial TV american dramatic creat pentru televiziune de Carlton Cuse, Kerry Ehrin și Anthony Cipriano. Este produs de Universal Television pentru A&E.
Serialul, un "prequel contemporan" al filmului din 1960 Psycho (bazat pe romanul omonim al lui Robert Bloch), prezintă viața lui Norman Bates și a mamei sale Norma înainte de evenimentele prezentate în filmul lui Hitchcock. Acțiunea serialului are loc în orașul fictiv "White Pine Bay, Oregon," spre deosebire de "Fairvale, California" care este locul de acțiune al filmului din 1960. Serialul începe după moartea tatălui lui Norman și soțul lui Norma, lucru care o face pe Norma să se mute și să cumpere un motel în Oregon pentru ca Norman să aibă șansa unei noi vieți.
Filmările au avut loc în Aldergrove, British Columbia, Canada și a avut premiera la 18 martie 2013, la ora 10 pm ET/PT. Canalul A&E a decis să nu condamne inițial un episod pilot, în schimb a decis să semneze un contract pentru un prim sezon de 10 episoade.
La 8 aprilie 2013, A&E a reînnoit Bates Motel cu un al doilea sezon, ca urmare a recenziilor pozitive și a audienței crescute. Sezonul al II-lea va fi filmat în vara anului 2013 și va avea premiera în 2014.

## Distribuție

### Roluri principale
- Vera Farmiga ca Norma Bates
- Freddie Highmore ca Norman Bates
- Max Thieriot ca Dylan Massett, fratele-vitreg al lui Norman
- Olivia Cooke ca Emma Decody
- Nicola Peltz ca Bradley Martin

### Roluri secundare
- Nestor Carbonell ca șerif Alex Romero, șerif al White Pine Bay
- Mike Vogel ca calitate de adjunct Zack Shelby, șerif adjunct al White Pine Bay
- Keegan Connor Tracy ca calitate de domnișoară Watson, profesor la liceul Norman
- Ian Hart ca Will Decody
- Jere Burns ca Jake Abernathy
- W. Earl Brown ca Keith Summers, fost proprietar al motelului
- Jillian Fargey ca Maggie Summers
- Ian Tracey ca Remo
- Keven Santos ca Bryan
- Terry Chen ca Ethan
- Hiro Kanagawa ca Dr. Kurata
- Richard Harmon ca Richard Sylmore[12]
- Brittney Wilson ca Lissa
- Keenan Tracey ca Gunner
- Diana Bang ca Jiao
- Michael Vartan ca George, fratele lui Christine și recent a divorțat (sezonul 2)
- Kenny Johnson ca Caleb, fratele lui Norma și unchiul lui Norman și Dylan (sezonul 2)
- Rebecca Creskoff ca Christine, sora lui George, care se împrietenește cu Norma (sezonul 2)

## Episoade
| Sezonul | Interval orar (ET) | Eps | Premiera          | Premiera                                 | Încheiat        | Încheiat                             | Spectatori medii (în milioane) |
| Sezonul | Interval orar (ET) | Eps | Data              | Telespectatori în premieră (în milioane) | Data            | Telespectatorii finale (în milioane) | Spectatori medii (în milioane) |
| ------- | ------------------ | --- | ----------------- | ---------------------------------------- | --------------- | ------------------------------------ | ------------------------------ |
| 1       | Luni ora 22:00     | 10  | 18 martie 2013    | 3.04                                     | 20 mai 2013     | 2.70                                 | 2.70                           |
| 2       | Luni ora 22:00     | 10  | 3 martie 2014     | 3.07                                     | 5 mai 2014      | 2.30                                 | 2.30                           |
| 3       | Luni ora 21.00     | 10  | 9 martie 2015     | 2.14                                     | 11 mai 2015     | 1.67                                 | 1.80                           |
| 4       | Luni ora 21.00     | 10  | 7 martie 2016     | 1.55                                     | 16 mai 2016     | 1.50                                 | 1.45                           |
| 5       | Luni ora 22:00     | 10  | 20 februarie 2017 | 1.34                                     | 24 aprilie 2017 | 1.41                                 | 1.29                           |

## Producție
Carlton Cuse a citat serialul de dramă Twin Peaks ca o inspirație cheie pentru Bates Motel, afirmând: „Am fost destul de smulși de la Twin Peaks ... dacă ai vrut să obții această mărturisire, răspunsul este da. Mi -a plăcut acest spectacol. Doar că sunt doar Am făcut 30 de episoade. Kerry [Ehrin] și am crezut că vom face 70 care lipsesc."
O replică a motelului original din film a fost construită pe locația din Aldergrove, pe 272nd Street. Originalul este situat în Universal Studios Hollywood, Los Angeles.
Scriitorul de serie Bill Balas are fibroză chistică și a fost inspirația pentru ca personajul Emma Decody să fie afectat de boală.

## Primire
În prezent, spectacolul are un scor de 66 pe Metacritic, ceea ce indică „recenzii în general favorabile”. În noaptea sa de premieră, a înregistrat recorduri de rating pentru o serie de dramă originală pe A&E. Acesta a atras un total puternic de 3 milioane de spectatori, inclusiv un total de 1,6 milioane de spectatori care îl urmăresc în 18-49 demografic.

## Premii și nominalizări
| An   | Asociație                             | Categorie                                  | Nominalizare | Rezultat     |
| ---- | ------------------------------------- | ------------------------------------------ | ------------ | ------------ |
| 2013 | Critics' Choice Television Awards     | Best Actress in a Drama Series             | Vera Farmiga | Nominalizare |
| 2013 | Primetime Emmy Awards                 | Outstanding Lead Actress in a Drama Series | Vera Farmiga | În așteptare |
| 2013 | Television Critics Association Awards | Individual Achievement in Drama            | Vera Farmiga | Nominalizare |

## Transmisiune TV internațională
| Țara                 | Rețea                        | Premieră           | Difuzare             |
| -------------------- | ---------------------------- | ------------------ | -------------------- |
| Argentina            | Universal Channel            | 8 iulie 2013       | luni, 10:00pm        |
| Chile                | Universal Channel            | 20 iulie 2013      | [ 35 ]               |
| Australia            | FOX8                         | 26 mai 2013        | duminică, 8:30pm     |
| Brazilia             | Universal Channel            | 4 iulie 2013       | joi, 10:00pm         |
| Columbia             | Universal Channel            | 8 iulie 2013       | marți, 10:00pm       |
| Danemarca            | TV3+/TV3+ HD                 | 4 iunie 2013       | marți, 10:00pm       |
| Germania             | Universal Channel            | 11 septembrie 2013 | miercuri, 9:00pm     |
| Mexic                | Universal Channel            | 8 iulie 2013       | marți, 10:00pm       |
| Republica Dominicană | Universal Channel            | 8 iulie 2013       | luni, 11:00pm        |
| Israel               | HOT3/HOT3 HD                 | 9 mai 2013         | joi, 10:15pm         |
| Norvegia             | NRK3                         | 10 aprilie 2013    | miercuri, 10:20pm    |
| Polonia              | 13th Street Universal Poland | 14 aprilie 2013    | 9pm                  |
| Africa de Sud        | MNet                         | 21 iunie 2013      | vineri, 9:30pm       |
| Suedia               | SVT                          | 4 iunie 2013       | marți, 10:30–10:50pm |
| Regatul Unit         | Universal Channel            | 12 septembrie 2013 | joi, 9pm             |
| Irlanda              | Universal Channel            | 12 septembrie 2013 | joi, 9pm             |
| Panama               | Universal Channel            | 8 iulie 2013       | TBA                  |
| Franța               | 13ème Rue Universal          | TBA                | TBA                  |
| Italia               | Rai 2                        | 13 septembrie 2013 | vineri, 9:55pm       |
| Ungaria              | Viasat 3                     | 4 octombrie 2013   | TBA                  |